# Соломаха, Даниил Дмитриевич
Дании́л Дми́триевич Солома́ха (укр. Даніїл Дмитрович Соломаха; 12 июня 1996) — украинский футболист, нападающий.

## Игровая карьера
Выпускник ФК «Мрия» (Купянск). В ДЮФЛ иглал за харьковский УФК, а позже — киевское «Динамо». В юношеской команде киевлян в сезоне 2013/14 сыграл 2 матча.
Летом 2014 года вернулся в Харьков, где стал игроком «Металлиста». В сезоне 2013/14 за молодёжную и юношескую команду харьковчан сыграл 29 матчей, забил 8 голов. В первой команде дебютировал 8 апреля 2015 года в кубковом матче против донецкого «Шахтёра», заменив на 77-й минуте ещё одного дебютанта — Сергея Сизого. В Премьер-лиге Соломаха впервые сыграл 17 мая того же года против «Олимпика», заменив в конце матча Ивана Бобко. В следующем туре против «Черноморца» главный тренер «жёлто-синих» Игорь Рахаев отвёл Соломахе уже более получаса игрового времени.
Весной 2017 года был дисквалифицирован контрольно-дисциплинарным комитетом ФФУ на один год и ещё год условно (с испытательным сроком 2 года) за участие в договорных матчах